# 裏拳打ち
裏拳打ち（うらけんうち）は、空手、拳法などの格闘技、武道、武術で用いられる裏拳（正拳を裏返した形）を用いた攻撃である。突きの使えない至近距離や角度でも、肘のばねと手首の返しで素早く相手を打てる。裏拳、バックハンドブロー、バックフィストとも呼ばれる。
体を旋回させて打つものは、旋回裏拳、回転裏拳、旋回式バックブロー、スピニングバックフィスト、ピボットブローと呼ばれ裏拳打ちの一種であり相手の意表を衝く技である。

## 使用部位

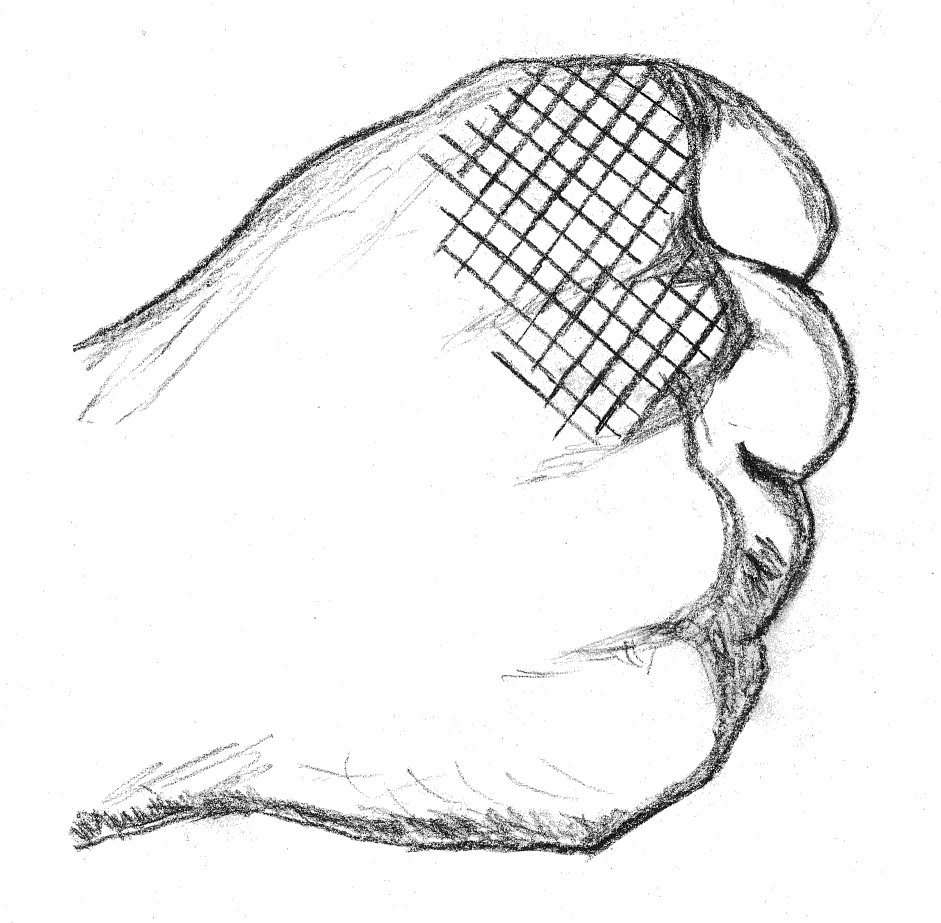
罫線部が裏拳（拳頭の背部）である。

正拳突きと同じ握りで、手の甲を下向き（手のひらが上）の形（これを裏拳と呼ぶ）にして、拳頭の背部（手の甲側）もしくは手の甲の全体で攻撃する。なお、裏拳の拳頭の前面で相手に向かって真っ直ぐに突く技は裏突きと呼ぶ突き技で、裏拳打ちとは区別される。
拳頭の背部
相手の顔面・頭部の急所である、眉間（烏兎）・鼻の下（人中）・下顎の前面（下昆）・こめかみ（霞）・耳の後ろ等を狙い打つ（競技・試合では殆どが反則となる）。
手の甲の全体
耳の後ろの頸部を打つ。フルコンタクト制をとる団体では自由組手、スパーリング、中国拳法の対錬などで上級者が格下の者に拳や手刀を当てる代わりに裏拳の手の甲で軽く打って注意を促すのに使用される場合がある。

## 技の出し方
肘から先を走らせてスナップをきかせて相手の顔面や頭部等に打ち込み、すぐに引き戻す動作が空手の基本である。決める際には、踏み出した足の膝をやや落としてウェートを乗せる。
正面打ち
構えから胸前で拳にした両手を交差して片方の手は脇へ引き手を取り、同時に内側の手の裏拳を肘のばねを利かしつつ上段正面に向け縦に振り出して攻撃対象に当たる瞬間に手首を返してスナップを効かせ打つ。
左、右打ち
構えから打つ側に顔を向けて打つ側の拳は反対側の肩前に構え、もう一方の手は打つ側の手の脇下に構える。打つ側の手は正面打ちと同様の仕方で側方上段に裏拳を振り出して打ち、残りの手は拳のまま胸前を擦るように脇へ引き戻す（引き手を取る）。
脾臓打ち
極真空手系統では相手の腰の上の背面を裏拳で打つものが有り、特に脾臓打ちと呼んでいる。基本練習では、みぞおち付近の胸前で縦拳を上下に重ねる様に構えて打つ方の側方に顔を向け、下側の拳を見ている方向の中段に横に振り出し拳頭の背部打ち当て、ただちに元の位置へ引き戻す。

## 技の使用の実際
裏拳打ちは正拳突きと異なり単独で使われるよりも本来は動きの流れの中で他の攻撃や受けと組み合わせて用いられる。
例えば、相手の正拳突きを掛け受けや押さえ受けで制しながら即時に残りの手で裏拳打ちを決める。あるいは回し蹴りや横蹴りの蹴り足を踏み込んで、その勢いで相手の顔面に裏拳打ちをする。また、空手の型の中には横蹴りと同時に蹴る側の上段に裏拳打ちを合わせるものがある。
しかし、頭部（上段）への裏拳打ちは素手・素足・素面を前提とした実際の試合、競技では当てれば殆ど反則になるためにあまり用いられない。寸止めの伝統派空手の組手試合では上段への攻撃でよく用いられる。足払いで相手を崩してからの上段への裏拳という連絡もよく用いられる。一方、防具やグローブを使用する試合・競技では正拳突きやパンチに比較して打撃力が劣るため回転裏拳（後述）以外はあまり使われないが反則としている格闘技は少ない。ただ、ボクシングではバックハンドブローと呼ばれ裏拳打ちは反則である。

## 裏拳打ちの応用

### 伝統派の空手、中国武術等
空手の源流である唐手の型の場合、そのままトンファーなどを回転させて打つ動きにも繋がる。 

### 旋回裏拳
裏拳には旋回して打つ旋回裏拳（回転裏拳、キックボクシング等ではバックハンドブロー、ボクシングでは、ピボットブロー）もあり、旋回の勢いで振り抜く技である。旋回裏拳はキックボクシングやプロレスなどで見られる。また、旋回裏拳は攻撃が不正確になり易い。裏拳は痛めやすいとして裏拳ではなく鉄槌（握り拳の小指側の底部）を用いる人もいる。ボクシングでは、ピボットブローは反則行為である。